# Kófukudži
Kófukudži (japonsky) je buddhistický chrám ve městě Nara v prefektuře Nara, Japonsko. Je hlavním chrámem buddhistické školy Hossó. Je počítán mezi sedm velkých narských chrámů (南都七大寺, Nanto šičidaidži). Hlavním objektem uctívání je Šaka Njorai (釈迦如来), historický Buddha Šákjamuni.
Jeho prvopočátky lze vystopovat až do roku 669, kdy Kagami no Ókimi, manželka Fudžiwara no Kamatariho, založila na rodových pozemcích v dnešní kjótská čtvrti Jamašina buddhistický chrám. Ten se stal klanovým chrámem (氏寺, udžidera) Fudžiwarů a byl tehdy známý jako Jamašina-dera (山階寺). Odtud byl přestěhován nejprve do Fudžiwary a přejmenován na Umajasaka-dera (厩坂寺) a v roce 710 do nového hlavního města Heidžó-kjó (dnešní Nara), kde dostal své definitivní jméno Kófukudži.
V Naře byl chrámový komplex budován od roku 710 do roku 730. Pětiposchoďovou pagodu chrámu nechala postavit manželka císaře Šómu, císařovna Kómjó, v roce 725. Do dnešní podoby byla přestavěna v roce 1426 a jde dnes o druhou nejvyšší pagodu v Japonsku s výškou 50,1 m.
V roce 1143 byla na příkaz manželky císaře Sutokua přistavěna druhá, tříposchoďová pagoda, jejíž současná podoba pochází z počátku období Kamakura.
V roce 1998 byl chrám Kófukudži, spolu s několika dalšími památkami v Naře, zapsán na Seznam světového dědictví UNESCO pod společným označením Památky na starobylou Naru.

## Fotogalerie

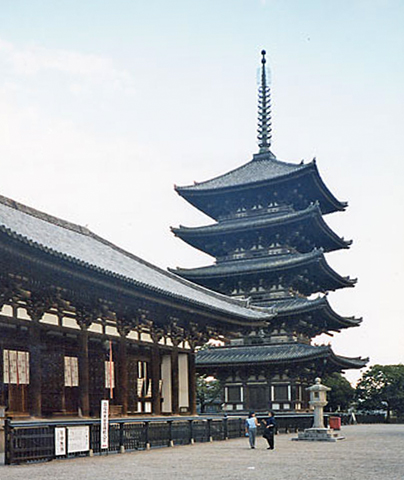
Pětipatrová pagoda v Kófukudži
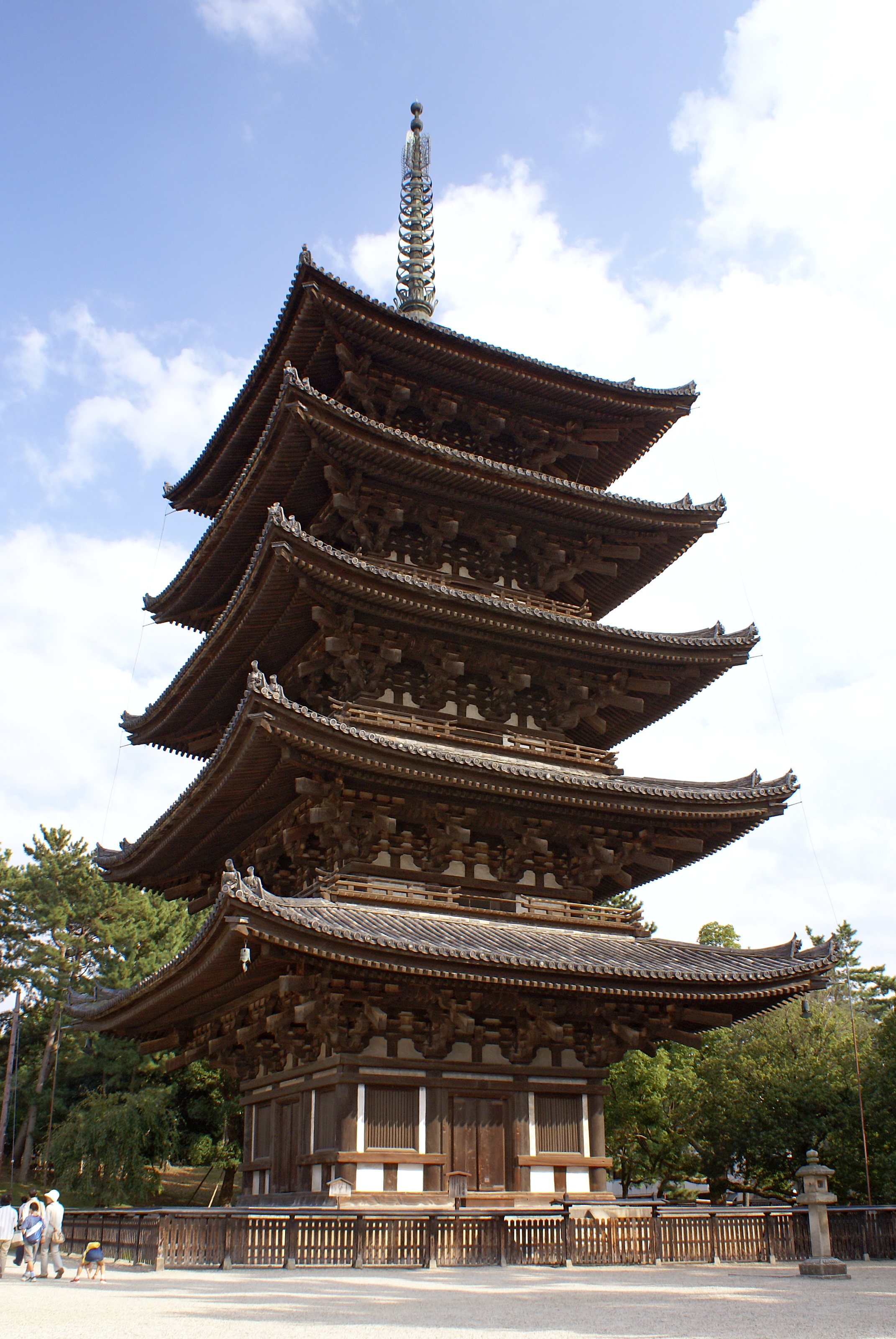
Pagoda v Kófukudži
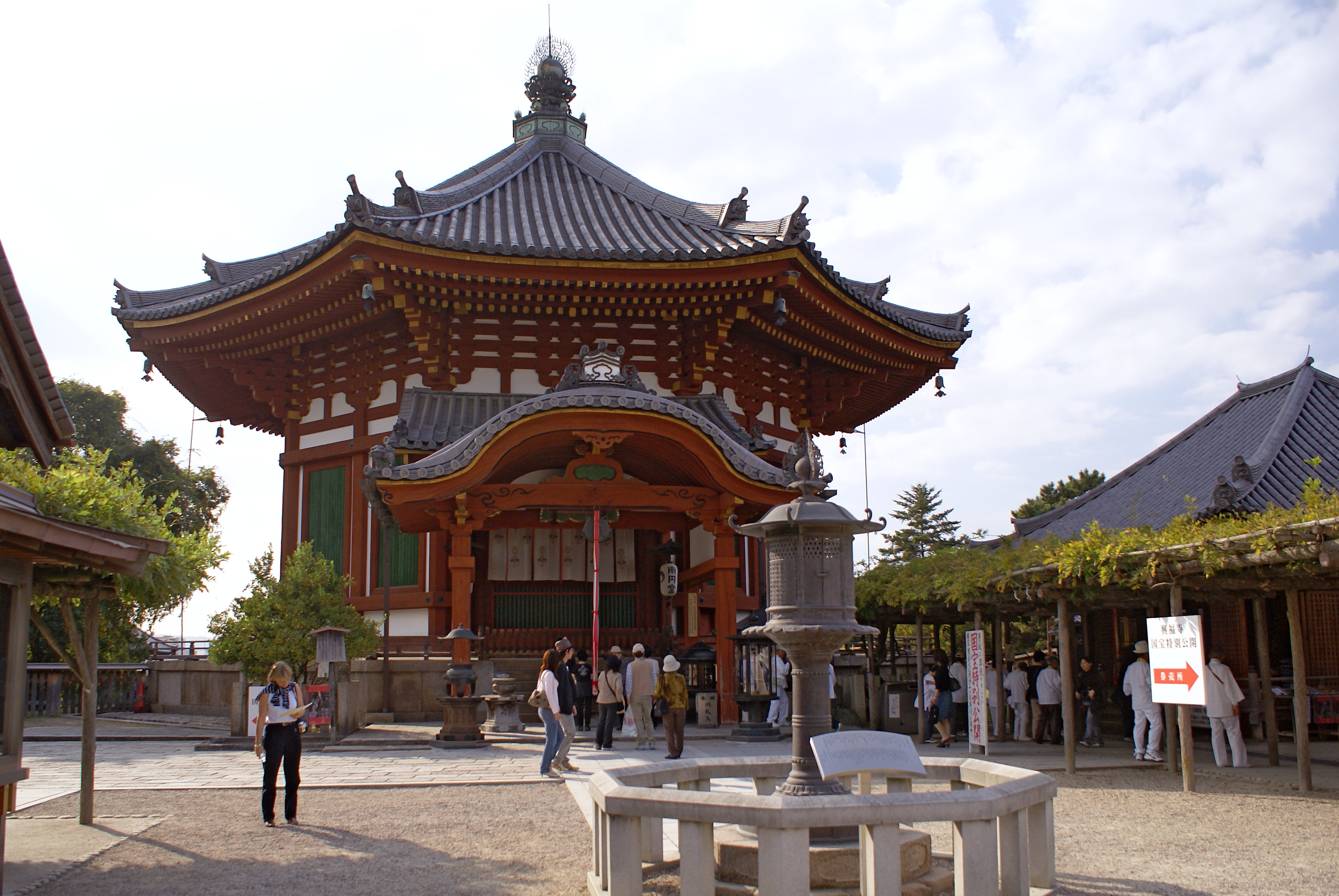
Nan'endó
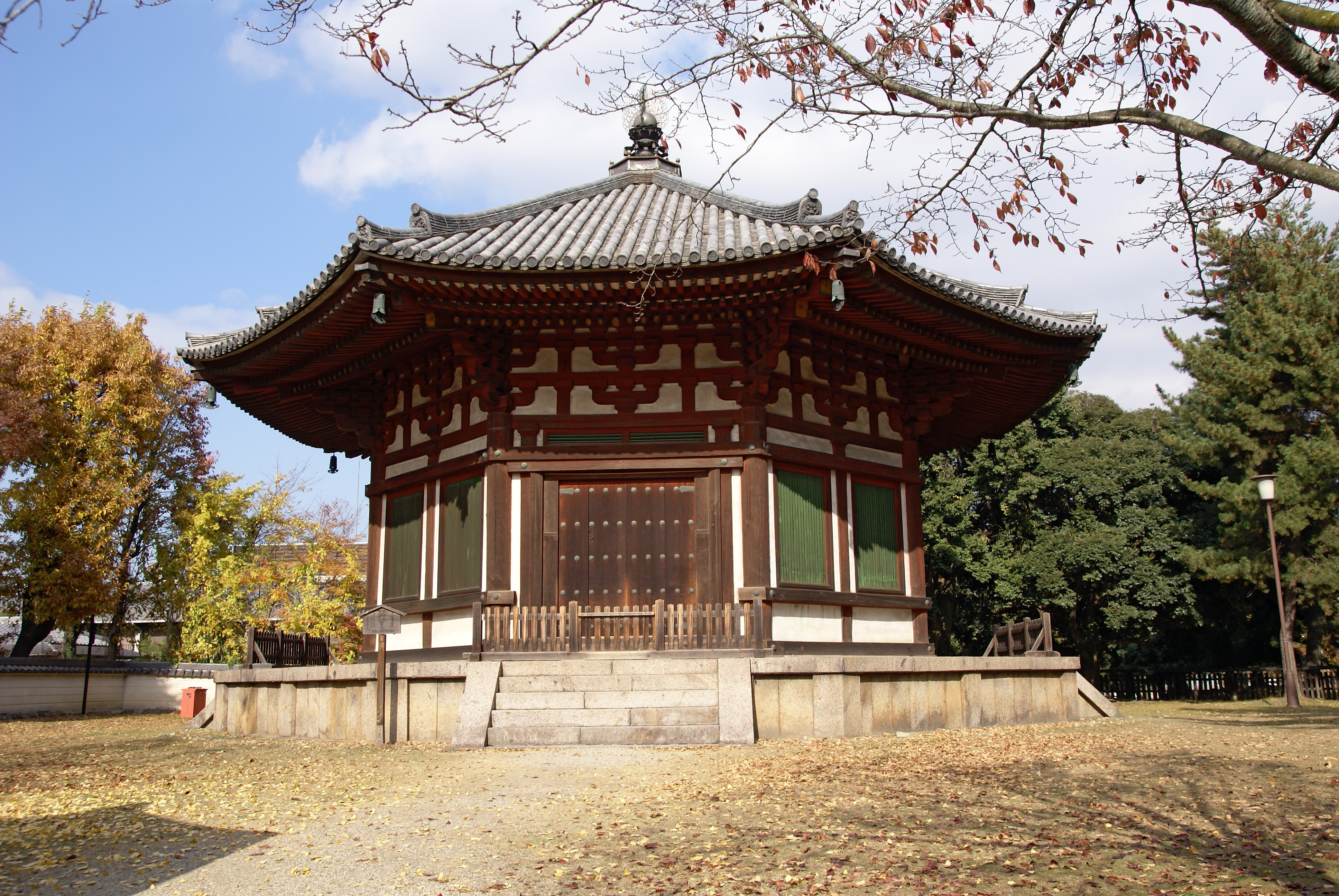
Hoku'endó